# Protectorado de Santa Catalina
Protectorado de Santa Catalina (en árabe: محمية سانت كاترين) es un parque nacional egipcio, en la localidad de Santa Catalina. Este encierra la mayor parte de la zona montañosa del centro sur del Sinaí, incluyendo la montaña más alta del país, Gebel Katharina (2641m sobre el nivel del mar).
Se declaró parque nacional en el año 1996. Tiene una extensión de 4350 km².
En 2002, un área de 640 km², delimitada por el 'dique' Anillo en el núcleo del Protectorado fue incluida por la UNESCO como Patrimonio de la Humanidad. La zona que figura incluye las montañas más altas en el Protectorado, incluido el monte Sinaí y el Monasterio de Santa Catalina.